# A Beautiful Lie (canción)
«A Beautiful Lie» (En español: «Una Hermosa Mentira») es el cuarto sencillo de la banda 30 Seconds to Mars del álbum A Beautiful Lie. 

## Antecedentes
Al final del video de "From Yesterday", su tercer sencillo, es tocada la primera parte de A Beautiful Lie, dando a conocer que este sería su próximo sencillo. El 2 de mayo de 2007, esto fue anunciado en la página oficial de 30 Seconds to Mars. 
La banda no podía decidir si su próximo sencillo sería "A Beautiful Lie" o "The Fantasy", "The Story" o "Attack". Las canciones "contenían mensajes que deseábamos dar a conocer". 

## Video
En una entrevista durante su tour europeo, el vocalista de la banda, Jared Leto, dijo que el video para "A Beautiful Lie" estaría terminado para junio o a más tardar julio.
De acuerdo a EMI Japón, el video para "A Beautiful Lie" iba a ser filmado tanto en Alaska como en el Polo norte. Sin embargo Jared Leto decidió cambiar el sitio a Groenlandia y la banda comenzó a grabar el 29 de agosto. Jared Leto además dijo en una entrevista por teléfono con 99X en Atlanta que el video sería como un film y un documental.El video trata, más que nada, de crear una conciencia sobre los efectos que produce el hombre por el sobreúso de los recursos que tiene a su alcance, o sea, sobre el Calentamiento Global. Además, se ha creado una web para apoyar esta causa:   ABeautifulLie.org
En el sitio de Yahoo! Music salió la fecha del lanzamiento de este video, cambiando del 12 de noviembre al 5 de diciembre de 2007. En Yahoo! Music Premieres fue anunciado que el video no iba a ser lanzado hasta 2008, el 16 de enero.
El 29 de enero apareció en el sitio MySpace, pero luego EMI Records, Ltd reclamo Copyright del video y la página lo eliminó, al igual que sucedió en YouTube. Al parecer, el video se infiltró por la net al igual que sucedió con el CD A Beautiful Lie. 

## Canciones
| Pistas | Nombre                          | Duración |
| ------ | ------------------------------- | -------- |
| 1      | «A Beautiful Lie» (Single Shot) | 4:05     |
| 2      | «A Beautiful Lie» (Half Caf)    | 3:50     |

## Carteleras
| Año  | Listas                              | Posición |
| ---- | ----------------------------------- | -------- |
| 2007 | U.S. Billboard Modern Rock Tracks   | 37       |
| 2007 | Virgin Chart                        | 1        |
| 2007 | Canadian Singles Chart              | 27       |
| 2007 | Chilean Singles Chart               | 31       |
| 2007 | New Zealand Singles                 | 16       |
| 2007 | Argentina Singles Chart             | 1        |
| 2008 | Portugal Singles Chart              | 11       |
| 2008 | Alemania Singles Chart              | 12       |
| 2008 | Brasil Singles Chart                | 1        |
| 2008 | Italia Singles Chart                | 16       |
| 2008 | Europe Top 20                       | 1        |
| 2008 | Germany Singles Chart               | 92       |
| 2008 | U.S. Billboard Hot Videoclip Tracks | 1        |